# Гаяна на літніх Олімпійських іграх 2020
Гаяну на літніх Олімпійських іграх 2020 у Токіо представляли сім спортсменів у чотирьох видах спорту — легкій атлетиці, боксі, плаванні і настільному тенісі. Прапороносцями на церемонії відкриття Олімпіади були тенісистка Челсі Еджілл і плавець Ендрю Фаулер, а на церемонії закриття — легкоатлет Емануель Арчібальд. Гаяна увісімнадцяте брала участь у літніх Олімпійських іграх. Гаянські атлети не здобули жодних медалей.

## Спортсмени
| Вид спорту       | Чоловіки | Жінки | Загалом |
| ---------------- | -------- | ----- | ------- |
| Легка атлетика   | 1        | 2     | 3       |
| Бокс             | 1        | 0     | 1       |
| Плавання         | 1        | 1     | 2       |
| Настільний теніс | 0        | 1     | 1       |
| Загалом          | 3        | 4     | 7       |

## Бокс
| Боксер        | Категорія           | 1/32                          | 1/16               | Чвертьфінал        | Півфінал           | Фінал              | Фінал      |
| Боксер        | Категорія           | Суперник Результат            | Суперник Результат | Суперник Результат | Суперник Результат | Суперник Результат | Місце      |
| ------------- | ------------------- | ----------------------------- | ------------------ | ------------------ | ------------------ | ------------------ | ---------- |
| Ківін Аллікок | до 57 кг (чоловіки) | Алексі де ла Крус (DOM) L 0–5 | не пройшов         | не пройшов         | не пройшов         | не пройшов         | не пройшов |

## Легка атлетика
Трекові і шосейні дисципліни
| Спортсмен          | Дисципліна                   | Попередній забіг | Попередній забіг | Чвертьфінал | Чвертьфінал | Півфінал   | Півфінал   | Фінал      | Фінал      |
| Спортсмен          | Дисципліна                   | Результат        | Місце            | Результат   | Місце       | Результат  | Місце      | Результат  | Місце      |
| ------------------ | ---------------------------- | ---------------- | ---------------- | ----------- | ----------- | ---------- | ---------- | ---------- | ---------- |
| Емануель Арчібальд | біг на 100 метрів (чоловіки) | 10.30            | 2 Q              | 10.41       | 9           | не пройшов | не пройшов | не пройшов | не пройшов |
| Жасмін Абрамс      | біг на 100 метрів (жінки)    | не брав участі   | не брав участі   | 11.49       | 7           | не пройшла | не пройшла | не пройшла | не пройшла |
| Алія Абрамс        | біг на 400 метрів (жінки)    | Н/Д              | Н/Д              | 51.44 SB    | 4 q         | 51.46      | 7          | не пройшла | не пройшла |

## Настільний теніс
| Тенісист     | Дисципліна               | Попередній          | Раунд 1                 | Раунд 2            | Раунд 3            | 1/16               | Чвертьфінал        | Півфінал           | Фінал              | Фінал      |
| Тенісист     | Дисципліна               | Суперник Результат  | Суперник Результат      | Суперник Результат | Суперник Результат | Суперник Результат | Суперник Результат | Суперник Результат | Суперник Результат | Rank       |
| ------------ | ------------------------ | ------------------- | ----------------------- | ------------------ | ------------------ | ------------------ | ------------------ | ------------------ | ------------------ | ---------- |
| Челсі Еджілл | Одиночний розряд (жінки) | Саллі Ї (FIJ) W 4–1 | Шинь Ю Бінь (KOR) L 0–4 | не пройшла         | не пройшла         | не пройшла         | не пройшла         | не пройшла         | не пройшла         | не пройшла |

## Плавання
| Спортсмен    | Дисципліна                      | Попередній заплив | Попередній заплив | Півфінал   | Півфінал   | Фінал      | Фінал      |
| Спортсмен    | Дисципліна                      | Час               | Місце             | Час        | Місце      | Час        | Місце      |
| ------------ | ------------------------------- | ----------------- | ----------------- | ---------- | ---------- | ---------- | ---------- |
| Ендрю Фаулер | 100 м вільним стилем (чоловіки) | 55.23             | 67                | не пройшов | не пройшов | не пройшов | не пройшов |
| Алека Персо  | 50 м вільним стилем (жінки)     | 27.76             | 55                | не пройшла | не пройшла | не пройшла | не пройшла |